# R626 (Slovenië)
De regionale weg 626 is een weg in de gemeente Koper in de regio Obalnokraška in Slovenië en is circa 9 kilometer lang. De weg verbindt Galantiči met de grens met Kroatië Abitanti.

## Plaatsen langs de weg
- Galantiči
- Butari
- Trebeše
- Tuljaki
- Gradin
- Brezovica pri Gradinu
- Pregara
- Abitanti

## Aansluitende wegen
- R625 bij Gračišče (begin)
- Weg in Kroatië